# 25516 Девіднайт
25516 Девіднайт (25516 Davidknight) — астероїд головного поясу, відкритий 7 грудня 1999 року.
Тіссеранів параметр щодо Юпітера — 3,559.